# Inre Mongoliet
Inre Mongoliet är en mongolisk autonom region i norra delen av Kina med en befolkning på 24,7 miljoner och en yta på 1,17 miljoner km². Huvudstad är Hohhot.

## Geografi
Inre Mongoliet avgränsas geografiskt av Gobiöknen i norr, Gula floden i söder och bergskedjan Stora Hinggan i öster. En stor del av Inre Mongoliet utgörs av betesmark och öken. Regionen är rik på stenkol och mineraler och ett stort antal fossiler av dinosaurier har grävts fram i berggrunden.

## Näringsliv
I Inre Mongoliet finns 30 procent av Kinas betesmark och djuruppfödning hör till de viktigaste näringarna i regionen. Inre Mongoliet är Kinas största producent av boskap, kashmir, mjölk och kött.
Produktionen av kashmirull är ur ett miljöperspektiv inte helt oproblematisk då getterna sliter loss gräset med rötterna. 2008 fanns det cirka 40 miljoner getter i Inre Mongoliet och Mongoliet och i områden med hög täthet av getter försvinner det övre matjordsskiktet eftersom det inte finns någon vegetation som binder jorden. Detta leder till erosion och gräsmarker blir till öken.
Regionen är rik på mineraler och en tredjedel av Kinas kolreserver finns här. En stor del av världens tillgångar på sällsynta jordartsmetaller produceras också i Inre Mongoliet, särskilt i gruvdistriktet Bayan Obo.

## Historia

### Qingdynastin
Indelningen av Mongoliet i en "inre" och en "yttre" del går tillbaka till Qingdynastin, då de manchuiska kejsarna delade upp olika territorier som befolkades av olika mongoliska stammar. Till Inre Mongoliet räknades de första mongoliska territorier som manchuerna erövrat under 1620-talet och dessa indelades i sex mongoliska förbund (mongoliska: tjuulgan, чуулган), vilka i sin tur indelades i fyrtionio fänikor eller baner (chosjuu, хошуу). De sex förbunden var (med den moderna kyrilliska formen i parentes):
- Dzjirem (Жирэм)
- Dzjosotu (Зостын чуулган)
- Dzuu Uda (Зуу Уда)
- Sjilijn Gol (Шилийн Гол)
- Ulaantsav (Улаанцав)
- Ich Dzuu (Их Зуу)

Varje förbund styrdes av mongoliska furstar som förvaltade förbundens inre angelägenheter med liten inblandning från kejsarhovets sida. Både Yttre och Inre Mongoliet reserverade åt mongolerna och hankineser var förbjudna att flytta in i området.
I takt med att Qingdynastin försvagades i mitten på 1800-talet blev det svårare för myndigheterna att upprätthålla gränsdragningen mellan det egentliga Kina och Mongoliet. Den nordkinesiska hungersnöden 1876-1879 ledde till att hankineser från de svältdrabbade provinserna i Nordkina flydde till Inre Mongoliet i jakt på försörjning.

### Republikanska eran och den japanska ockupationen
Efter Xinhairevolutionen 1911 förklarade sig Yttre Mongoliet självständigt, medan Inre Mongoliet stannade under kinesisk suveränitet. Kring 1912 hade Inre Mongoliet en befolkning på knappt två miljoner invånare, varav knappt hälften var mongoler och i samband med att en järnväg byggdes till regionen började den hankinesiska befolkningen öka dramatiskt. 1928 delades området upp i olika kinesiska provinser, som Chahar, Jehol, Ningxia och Suiyuan.
Under det andra kinesisk-japanska kriget hamnade området under japansk kontroll och 1936 utropade den mongoliske aristokraten Demtjigdonrov en separat mongolisk stat i Suiyuan och Chahar under namnet Mengjiang, vilken i praktiken var en japansk lydstat.

### Folkrepubliken Kina
Under det kinesiska inbördeskriget lovade Kinas kommunistiska parti den mongoliska folkgruppen autonomi i ett framtida socialistiskt Kina och 1947 bildades den autonoma regionen Inre Mongoliet ur de delar som tillhört de japanska lydstaterna Manchukuo och Mengjiang. Vid bildandet omfattade regionen delar ur Chahar, Hulun Buir, Xilingol, Jirim och Hinggan. Den nya autonoma regionen blev en del av Folkrepubliken Kina 1949 och utökades successivt med nya territorier som historiskt haft starka kopplingar till mongolerna. 1954 införlivades Suiyuan och delar ur Jehol med Inre Mongoliet och 1964 införlivades även Alxa-området som tidigare tillhört Ningxia. De dramatiska utökningen av den autonoma regionen innebar också att den fick en hankinesisk befolkningsmajoritet.
Under kulturrevolutionen utsattes etniska mongoler för svåra förföljelser och trots att de endast var drygt en tiondel av befolkningen så utgjorde de uppemot 75 procent av offren för olika politiska kampanjer. Mellan 16 000 och 23 000 avrättades i en kampanj mot påstådda mongoliska separatister. Det mongoliska språket förbjöds och de traditionella mongoliska eliterna drabbades hårt av politiska förföljelser.
På grund av gränskonflikterna med Sovjetunionen och dess allierade Mongoliet 1969 förlorade Inre Mongoliet stora delar av sitt territorium till intilliggande kinesiska provinser, vilket gjorde att Inre Mongoliets landgräns mot Mongoliet reducerades drastiskt. Alxa, Chifeng, Hinggan, Hulunbuir och Tongliao delades upp mellan omkringliggande provinser. Inre Mongoliets gränser återställdes först 1979.

## Demografi

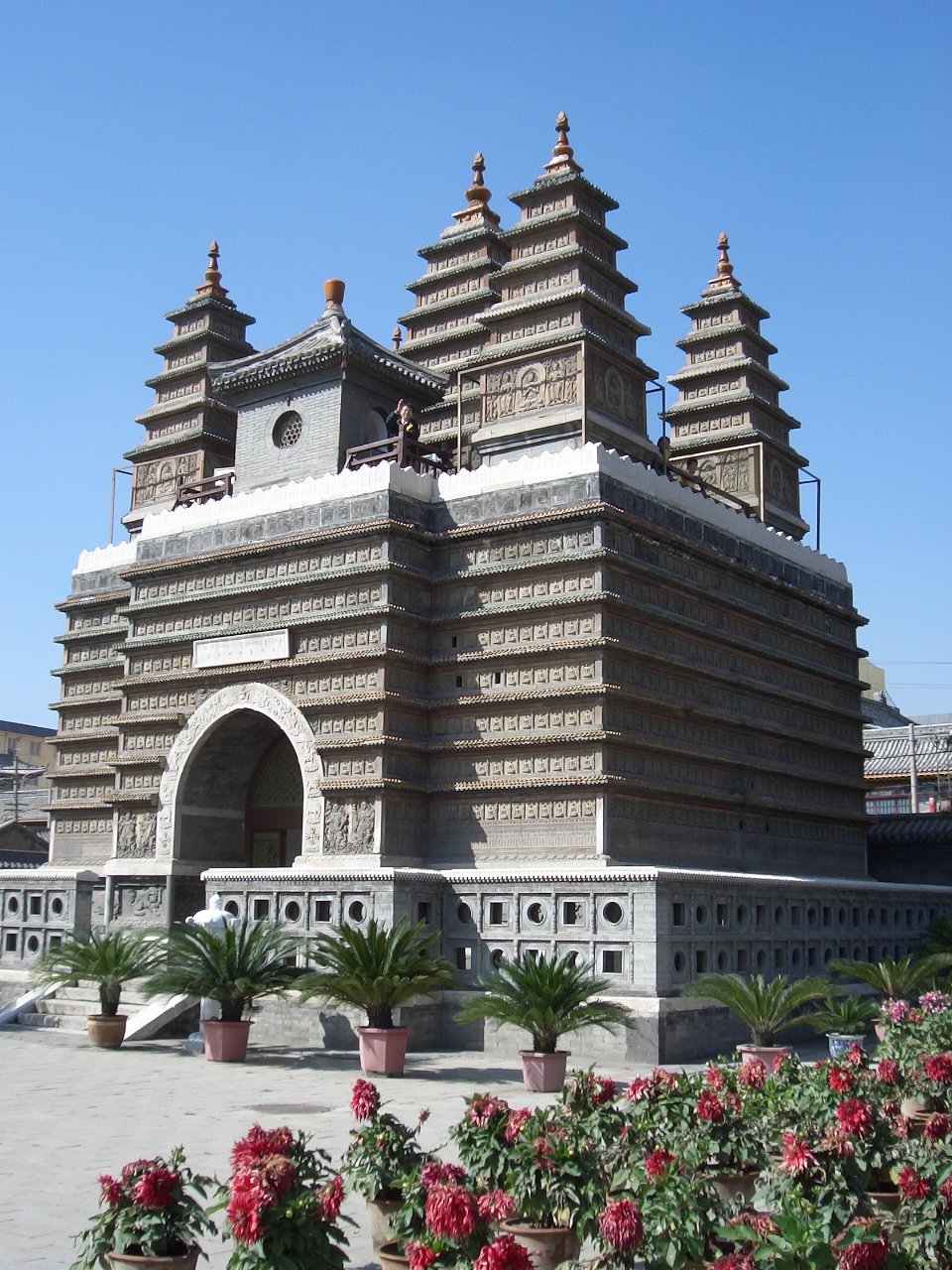
Fem pagoders tempel i Hohhot

Trots att Inre Mongoliet är en autonom region, så utgör mongolerna endast ca 17 procent av befolkningen, medan majoriteten är hankineser, vilka utgör nästan 80 procent av invånarantalet. Tre fjärdedelar av alla mongoler i Kina bor i Inre Mongoliet. Andra viktiga minoriteter manchuer (2%), hui (0,9%), daur (0,3%), evenker, oroqin och koreaner.
Officiella språk är kinesiska och mongoliska. Till skillnad från Mongoliet, som använder det kyrilliska alfabetet, skrivs mongoliskan i Inre Mongoliet med det traditionella vertikala skrivsystemet. 80% av regionens mongoler uppges tala mongoliska och den lokala regeringen bedriver ett aktivt arbete för att främja användningen av språket.

## Politik
Den politiska makten i Inre Mongoliet utövas officiellt av den autonoma regionens folkregering, som leds av den regionala folkkongressen och ordföranden i regionen. Dessutom finns det en regional politiskt rådgivande konferens, som motsvarar Kinesiska folkets politiskt rådgivande konferens och främst har ceremoniella funktioner. Enligt Folkrepubliken Kinas konstitution från 1982 är Inre Mongoliet en autonom region i vilken den mongoliska folkgruppen åtnjuter långtgående autonomi även om konstitutionen utesluter möjligheten till självständighet. Den autonoma regionen Inre Mongoliet befinner sig administrativt på provinsnivå, vilket betyder att ordföranden i Inre Mongoliet är jämställd med guvernörerna i landets övriga provinser. I Folkregeringen har mongolerna en ledande ställning och ordföranden är i regel mongol.  Sedan 2021 innehas posten av Wang Lixia.
I praktiken utövar dock den regionala avdelningen av Kinas kommunistiska parti den avgörande makten i Inre Mongoliet och partisekreteraren i regionen har högre rang i partihierarkin än ordföranden. Partiapparaten domineras av hankineser och partisekreteraren har med ett undantag alltid varit hankines. Sedan 2022 innehas den posten av Sun Shaocheng.

## Administrativ indelning
Området är indelat i nio städer på prefekturnivå och tre mongoliska förbund (aimag).
| Karta | Karta     | Karta      | Karta           | Karta      | Karta                | Karta        | Karta                 |
| ----- | --------- | ---------- | --------------- | ---------- | -------------------- | ------------ | --------------------- |
|       |           |            |                 |            |                      |              |                       |
| Nr    | Namn      | Kinesiska  | Pinyin          | Mongoliska | Transkription        | Huvudort     | Typ                   |
| 1     | Alxa      | 阿拉善盟   | Ālāshàn méng    |            | Alaša ayimaγ         | Vänstra Alxa | Mongoliskt förbund    |
| 2     | Bayannur  | 巴彦淖尔市 | Bāyànnào'ěr shì |            | Bayannaγur           | Linhe        | Stad på prefekturnivå |
| 3     | Wuhai     | 乌海市     | Wūhǎi shì       |            | Üqai                 | Haibowan     | Stad på prefekturnivå |
| 4     | Ordos     | 鄂尔多斯市 | È'ěrduōsī shì   |            | Ordos qota           | Dongsheng    | Stad på prefekturnivå |
| 5     | Baotou    | 包头市     | Bāotóu shì      |            | Buγutu               | Kundulun     | Stad på prefekturnivå |
| 6     | Hohhot    | 呼和浩特市 | Hūhéhàotè shì   |            | Kökeqota             | Xincheng     | Stad på prefekturnivå |
| 7     | Ulanqab   | 乌兰察布市 | Wūlánchábù shì  |            | Ulaγančabu           | Jining       | Stad på prefekturnivå |
| 8     | Xilingol  | 锡林郭勒盟 | Xīlínguōlè méng |            | Sili-yin γool ayimaγ | Xilinhot     | Mongoliskt förbund    |
| 9     | Chifeng   | 赤峰市     | Chìfēng shì     |            | Ulaγanqada           | Hongshan     | Stad på prefekturnivå |
| 10    | Tongliao  | 通辽市     | Tōngliáo shì    |            | Töngliyao            | Horqin       | Stad på prefekturnivå |
| 11    | Hinggan   | 兴安盟     | Xīng'ān méng    |            | Kingγan ayimaγ       | Ulanhot      | Mongoliskt förbund    |
| 12    | Hulunbuir | 呼伦贝尔市 | Hūlúnbèi'ěr shì |            | Kölün buir           | Hailar       | Stad på prefekturnivå |